# Ignace Moussa Ier Daoud
Ignace Moussa Ier Daoud (arabe : إغناطيوس موسى الأول داود ; syriaque : ܐܝܓܢܐܛܝܘܣ ܡܘܫܐ ܩܕܡܝܐ ܕܐܘܕ), né le 18 septembre 1930 dans le village de Meskané, près de la ville de Homs en Syrie et mort le 7 avril 2012 à Rome, est patriarche émérite de l'Église catholique syriaque et préfet émérite de la Congrégation pour les Églises orientales.

## Biographie

### Prêtre
Titulaire d'une licence en droit canon obtenue à l'Université pontificale du Latran à Rome, il a été ordonné prêtre de rite syriaque le 17 octobre 1954.

### Évêque
Nommé évêque de rite syriaque du Caire le 2 juillet 1977, il a été consacré le 18 septembre suivant. Le 1er juillet 1994, il devient archevêque syriaque d'Homs en Syrie avant d'être élu par le synode des évêques de son Église patriarche syriaque d'Antioche le 13 octobre 1998, devenant ainsi le chef de l'Église catholique syriaque.
Le 25 novembre 2000, il est nommé à la Curie romaine comme préfet de la Congrégation pour les Églises orientales. Il est le premier oriental à occuper ce poste.
Il s'est retiré le 9 juin 2007.

### Cardinal
Il a été nommé cardinal par le pape Jean-Paul II lors du consistoire du 21 février 2001.
Au sein de la Curie romaine, il est membre de la Congrégation pour la doctrine de la foi, de la Congrégation pour les causes des saints, du Conseil pontifical pour la promotion de l'unité des chrétiens et du Conseil pontifical pour les textes législatifs.

## Décorations
- Grand officier de la Légion d'honneur (3 mai 2007)[1]
- Grand-croix de l'ordre des Omeyyades (Syrie)